# C/2008 B2 (SOHO)
C/2008 B2 (SOHO) – kometa jednopojawieniowa odkryta na zdjęciach SOHO przez Arkadiusza Kubczaka. Została odkryta 28 stycznia 2008 roku. Należy do grupy komet Kreutza.